# Масленяча
45°39′ пн. ш. 17°17′ сх. д. / 45.65° пн. ш. 17.28° сх. д.
Масленяча (хорв. Maslenjača) — населений пункт у Хорватії, у Б'єловарсько-Білогорській жупанії у складі громади Джуловаць.

## Населення
Населення за даними перепису 2011 року становило 174 осіб.
Динаміка чисельності населення поселення: